# Breda TP 40
Le Breda TP 40/41 est un tracteur d'artillerie, 4x4 tout-terrain, fabriqué par le constructeur italien Soc. Italiana E. Breda per Costruzioni Meccaniche SpA, entre les années 1940 et 1945 et qui fut opérationnel sur les champs de bataille italiens de la Seconde Guerre mondiale.
Développé comme une évolution du Breda TP 32, le TP 40 ne parvint jamais à le remplacer du fait de son apparition en 1942, peu avant l'arrêt du conflit.

## Contexte historique
L'histoire des tracteurs d'artillerie lourds italiens destinés à l'artillerie divisionnaire commence en 1912 avec le développement du modèle Fiat 20, surnommé le géant. Le modèle Pavesi 35 PS, présenté en 1920 par la société Pavesi Tolotti et le Pavesi P4-100, fabriqué par Fiat - S.P.A. à partir de 1923 lui succéderont.
En juillet 1927, une publication (à diffusion restreinte) révélait que la société Ernesto Breda de Milan avait construit un camion à quatre roues motrices et suspensions indépendantes. Le véhicule a été présenté à la « Commission de matériel militaire italien » pour le soumettre à des essais comparatifs avec les modèles en service : les Fiat 20B et Pavesi 26.
La livraison des châssis Breda débute en 1931, tandis que la réalisation de la carrosserie est confiée à l'ARET - Arsenale Regio Esercito Torino. La dénomination du véhicule est modifiée en « Trattrice Breda a 4 RM ». Au début de 1932, le tracteur reçoit son homologation et sa dénomination définitive devient « Trattrice Pesante 32 » soit Breda TP 32. Dans le même temps, deux exemplaires sont soumis à des essais intensifs en vue de l'adoption du véhicule et de la définition du nombre d'exemplaires à commander. La distribution aux unités commence au début de l'année 1933 et l'équipement des régiments d'artillerie lourde avec des Breda TP 32 s'acheva en 1934.

## Breda TP 40
Le Breda 40 est né de la volonté de transformer le Breda TP 32 pour en faire un tracteur d'artillerie colonial. Le projet initial du tracteur Breda colonial remontait à 1937 et prévoyait une motorisation essence. Ce projet était resté sans suite. En 1939, le projet est repris avec pour contrainte d'utiliser le moteur diesel du camion Breda 52. Cette disposition impose une augmentation de l'empattement du Breda TP 32 d'où, le démarrage d'un nouveau véhicule.
Le premier prototype présenté avait une cabine ouverte et un caisson métallique à l'arrière. Un second prototype est proposé avec une cabine fermée. C'est ce dernier qui fut présenté au Centro Studi Motorizzazione le 26 janvier 1940 pour procéder aux essais de certification. L'unique modification apportée concerne le remplacement du caisson métallique par un caisson en bois.
Le véhicule est certifié le 24 mars 1942 par le Regio Esercito sous le nom de « Trattrice Breda coloniale militare 40 », soit Breda TP 40 et quarante exemplaires sont commandés. La version coloniale est baptisée Breda TP 41.
Une variante avec un moteur essence ne sera jamais validée.
Après la guerre, l'armée italienne maintint en service quelques Breda TP 40/41 jusqu'au début des années 1970 pour le halage des wagons de l'armée.

## Technique
Le tracteur Breda TP 40/41 était propulsé par un moteur diesel Breda D11, un six cylindres en ligne. Bien que sa cylindrée soit de peu supérieure à celle du moteur essence T5 du Breda TP 32, il développait une puissance 30 % supérieure. Le lancement du moteur Diesel était assuré par un moteur essence auxiliaire.
Son faible régime lui assurait un couple conséquent à toutes les vitesses. L'embrayage multidisque à sec attaquait une boîte de vitesses à cinq rapports plus marche arrière. L'arbre de transmission transversal comptait trois groupes différentiels, l'arbre central recevant le mouvement de la boîte et les deux autres le transmettant aux quatre roues motrices.
Les roues avant étaient directrices et bénéficiaient de suspensions indépendantes avec ressort à lames transversal renversé. La suspension arrière était assurée par des ressorts à lames semi-elliptiques longitudinales. Cette suspension sur trois points permettait au tracteur de s'adapter parfaitement aux accidents du terrain, même les plus importants. Les roues à jante en acier moulé de 1 350 mm de diamètre montaient des pneumatiques Pirelli Artiglio 50x9.
Comme sur le Breda TP 32, le châssis était composé d'une coque en acier moulé en trois parties qui assurait au véhicule une rigidité très importante. La partie avant supportait le moteur, la section centrale le réducteur et les différentiels, tandis que la tranche arrière recevait la boîte et le treuil d'une capacité de 7,5 t sur lequel s'enroulait un câble d'acier de 50 m de longueur.
La carrosserie, dont la ligne était plus moderne que celle de son prédécesseur,  entièrement métallique était réalisée par Viberti. Le caisson en bois mesurait 2,65 m de long sur 1,98 m de large et 0,7 m de haut. Des réhausses de 40 cm étaient fournies. Seule la ridelle arrière à deux battants pouvait être ouverte.

## Variantes d'utilisation
Comme pour le Breda TP 32 et sa version dépanneuse baptisée Girafe dotée d'une grue, une version du TP 40 avec grue placée à l'avant et une chèvre à l'arrière est proposée. En position de marche, les deux bras de la grue étaient stockés sur les flancs du caisson.

## Breda TP 40 version civile
Une version civile fut proposée par Breda et une petite série sera réalisée par la Carrozzeria Borsani, à partir de 1945. Par rapport au modèle militaire, le tracteur civil reçut quelques adaptations afin de le rendre conforme au code de la route italien. Les différences concernent les garde-boue avant prolongés jusqu'au pare-chocs sur lequel sont installés les phares à la hauteur règlementaire, le réservoir d'air comprimé divisé en deux réservoirs plus petits placés sous les portières et les ouïes d'aération du moteur, moins hautes.
Au moins un tracteur Breda TP 40 fut transformé pour une utilisation ferroviaire par les Ferrovie dello Stato Italiane. Cet exemplaire (unique ?) resta en service jusqu'à la fin des années 1970.

## Matériel militaire italien livré à la Wehrmacht
Depuis 1922 et pendant toutes les années où l'Italie fasciste et l'Allemagne nazie étaient dirigés par Benito Mussolini et Adolf Hitler, l'industrie italienne a largement fourni la Wehrmacht en matériel militaire.
Après l'armistice de l'Italie le 8 septembre 1943, l'Allemagne nazie a continué à se fournir en équipements de toute sorte. Dans l'ouvrage L'Italia in guerra - Il quinto anno 1944 publié en 1995 par la Commissione Italiana di Storia Militare, à la page 507, il est fait état des livraisons :
- durant l'année 1943, avant l'armistice, Breda avait livré :
  - 29 camions Breda 52,
  - 100 tracteurs d'artillerie Breda TP 40,
  - 199 autochenilles Breda 61,
- le 20 septembre 1943 (seulement 12 jours après la capitulation italienne) :
  - 21 camions Breda 52,
  - 10 tracteurs d'artillerie Breda TP 40,
- commande du 23 mars 1944, livrée en octobre 1944 :
  - 62 camions Breda 52,
  - 2 camions Breda 52 avec canon de 90/53,
  - 1 camion Breda 51,
  - 113 tracteurs d'artillerie Breda TP 40,
  - 300 autochenilles Breda 61.

## Utilisateurs
- Italie, Armée Royale italienne,
- Allemagne nazie, quelques exemplaires « récupérés » par la Wehrmacht et 213 exemplaires livrés après l'armistice du 8 septembre 1943.